# Floirac (Lot)
Floirac – miejscowość i gmina we Francji, w regionie Oksytania, w departamencie Lot.
Według danych na rok 1990 gminę zamieszkiwały 242 osoby, a gęstość zaludnienia wynosiła 13 osób/km² (wśród 3020 gmin regionu Midi-Pireneje Floirac plasuje się na 821. miejscu pod względem liczby ludności, natomiast pod względem powierzchni na miejscu 609.).